# Леліані
Леліані (груз. ლელიანი) — село в Грузії.
За даними перепису населення 2014 року в селі проживає 578 осіб.